# Clare Short
Clare Short, född 15 februari 1946 i Birmingham, är en brittisk politiker (Labour, från 2006 oberoende). 
Short var ledamot av brittiska underhuset 1983–2010 och biståndsminister 1997–2003. Hon tillhörde Labours vänsterflygel och var en av partiets mest mest framträdande politiker i kvinnofrågor. Hon var bland annat kritisk mot Tony Blairs "presidentiella" ledarstil. År 2003 avgick Short från regeringen i protest mot Storbritanniens medverkan i Irakkriget.